# Panículo adiposo
O panículo adiposo, que corresponde a 20% do peso de um homem e 25% do peso de uma mulher, forma um coxim gorduroso que protege órgãos e corpo contra impactos, fornece isolamento térmico e modela o corpo de acordo com o padrão hormonal masculino ou feminino.
Os ursos polares possuem um panículo adiposo tão grosso e confortável que podem dormir sobre o gelo. Contudo, essa característica não se aplica especificamente a ursos polares, mas sim a todos os mamíferos.
Com a idade, o panículo adiposo tende a desaparecer de certas áreas, desenvolvendo-se em outras. Esta deposição seletiva de gorduras é regulada, principalmente, pelos hormônios sexuais e pelos hormônios produzidos pela camada cortical da glândula adrenal.
Os panículos adiposos podem ser divididos em dois tipos:
Uniloculares, formados por grande gotícula ou Vacúolo predominante que preenche todo  citoplasma, que conforme nos alimentamos podem aumentar de tamanho tomando forma arredondadas ou gordinhas, mas quando nos alimentamos pouco, esse tipo de tecido adiposo constituem o armazenador básicos de energia dos seres humanos.
Multiloculares já e diferente dos uniloculares possui várias vacúolos de gorduras com várias mitocôndrias em seu citoplasma o que proporciona, mais calor e energia para o corpo esse tipo gordura é encontrado principalmente em animais que hibernam.